# Jardin en trou de serrure

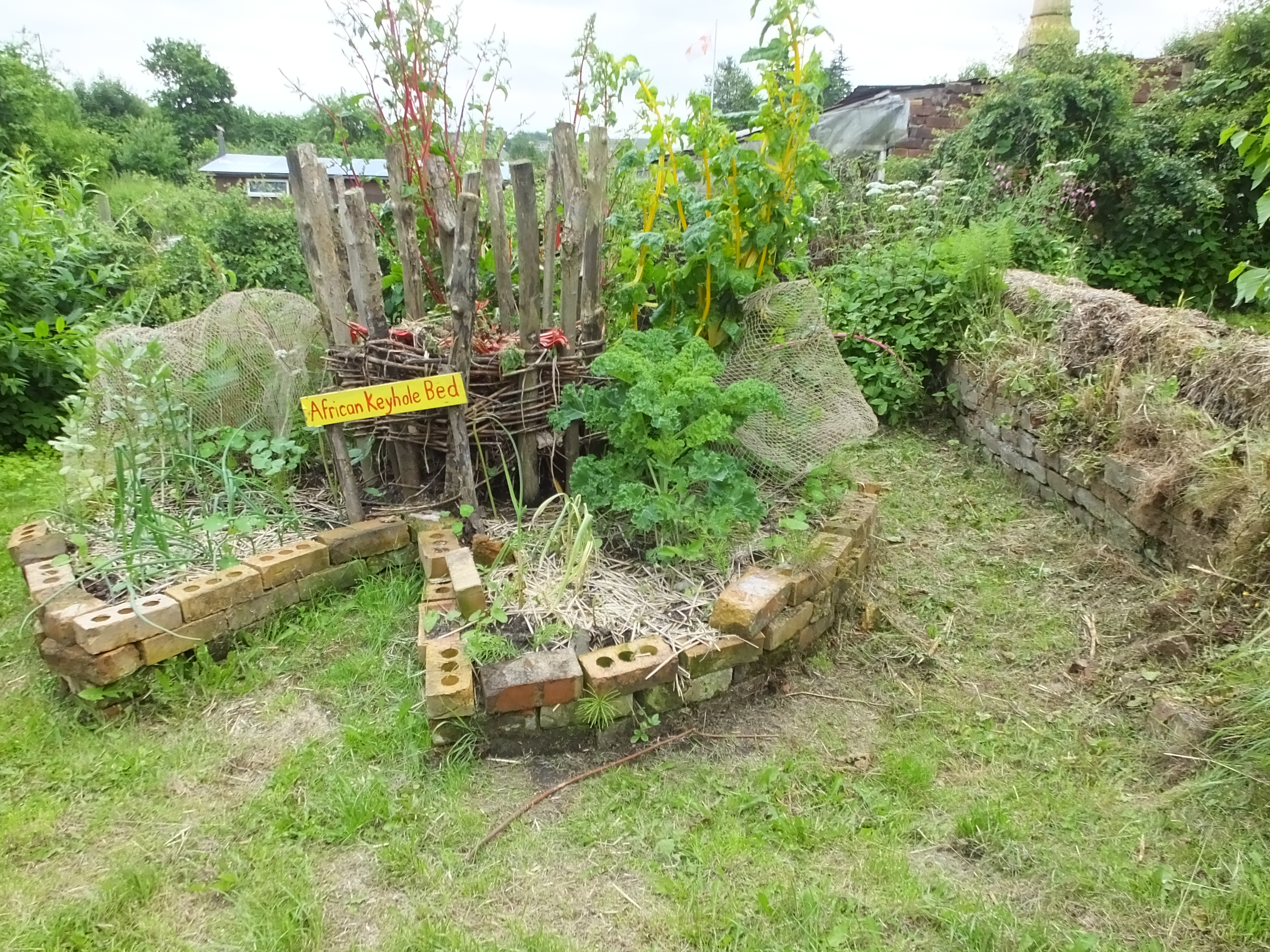
Jardin potager en trou de serrure dans le verger communautaire de St Ann à Nottingham.

Un jardin en trou de serrure (en anglais keyhole garden ou keyhole bed) est un jardin potager circulaire, surélevé d'environ 60 cm par rapport au sol et de 2 à 3 mètres de diamètre, jardin qui, vu du dessus, peut laisser penser à un trou de serrure du fait de la large échancrure présente sur une portion de la structure circulaire. Ce renfoncement permet au jardinier d'accéder à la zone centrale du jardin (un composteur) de manière à y ajouter des restes de légumes, des eaux grises ou encore des déchets verts. Le mur périphérique peut être en pierres tirées des champs, en parpaings industriels, en briques, assemblées sans mortier.

## Principe

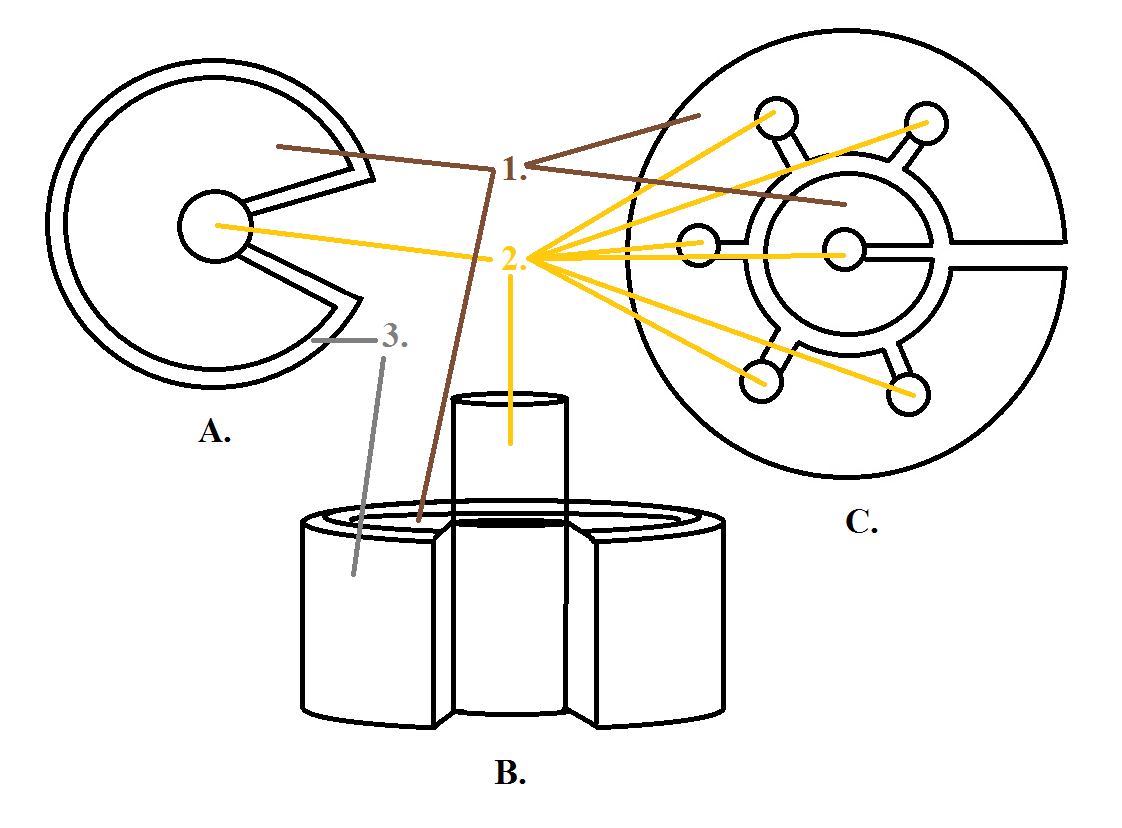
Vue schématique sous différents angles.

Le fonctionnement de ce type de jardin repose sur la présence de lombrics, dont le rôle est ici de consommer la matière organique apportée dans la zone centrale et de la restituer sous une forme assimilable par les plantes à la zone de culture dans la couronne. À cet effet, la limite entre la zone centrale et la couronne est souvent constituée d'un grillage à mailles larges. Différents « puits » sont placés dans la zone surélevée périphérique, permettant d'apporter de l'oxygène à la terre et de l'arroser si besoin.

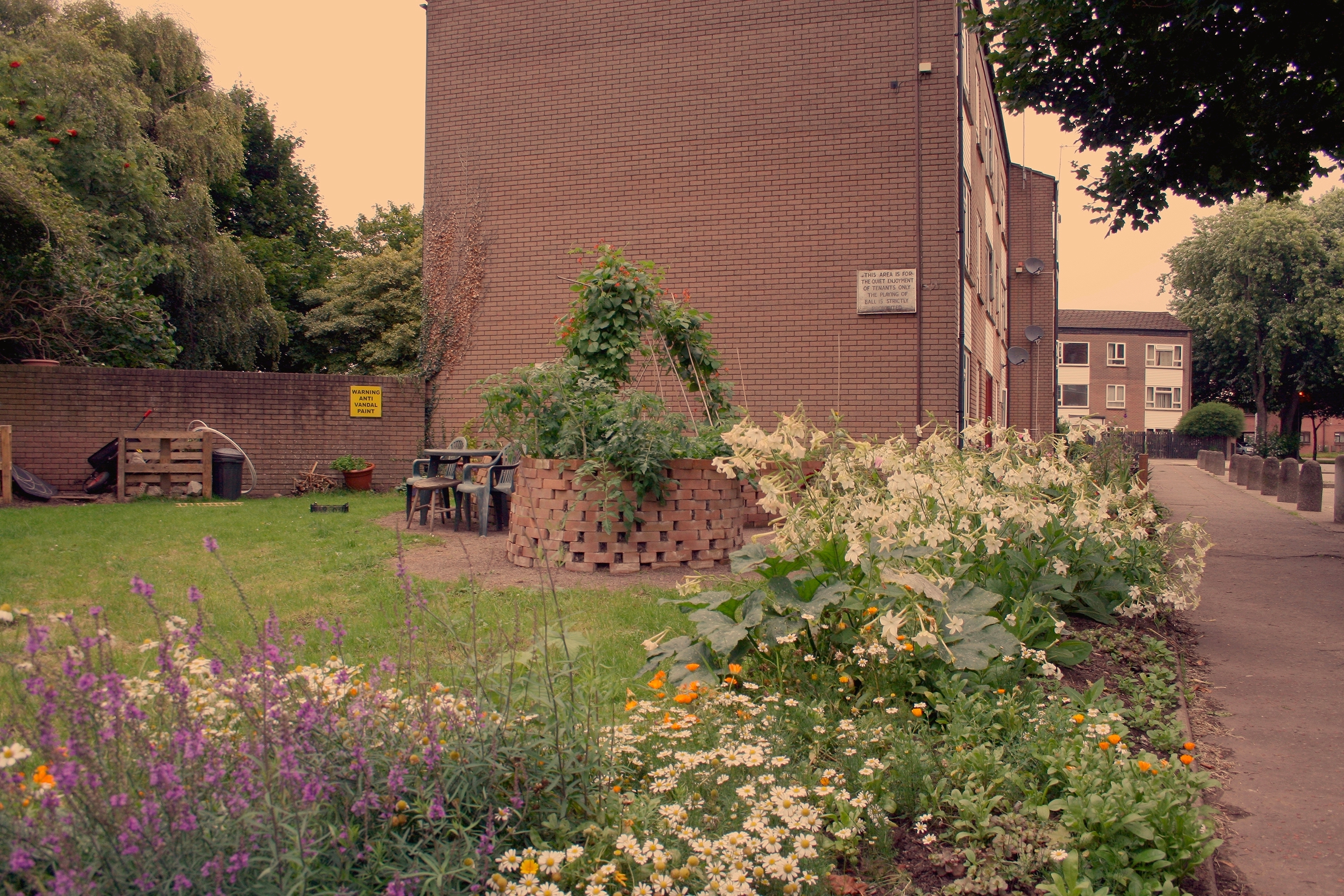
Des tiges situées au centre permettent aux plantes grimpantes de se développer au-dessus du compost.

On situe l'ouverture permettant d'accéder à la zone centrale de préférence à l'opposé de l'équateur (au nord dans l'hémisphère nord) et on organise les différentes plantations autour du cercle en fonction de leur besoin en ensoleillement. Pour l'hémisphère nord, la partie à l'est bénéficie d'un ensoleillement matinal, permettant de réchauffer plus rapidement les plantes tout en leur offrant de l'ombre pendant les plus fortes chaleurs. La partie au sud bénéficie du soleil toute la journée, et la partie à l'ouest du soleil au moment des plus grosses chaleurs de la journée. Il est également possible d'ajouter des structures montantes au milieu, au-dessus de la zone de compost, afin que les plantes grimpantes puissent s'y développer.

## Intérêt

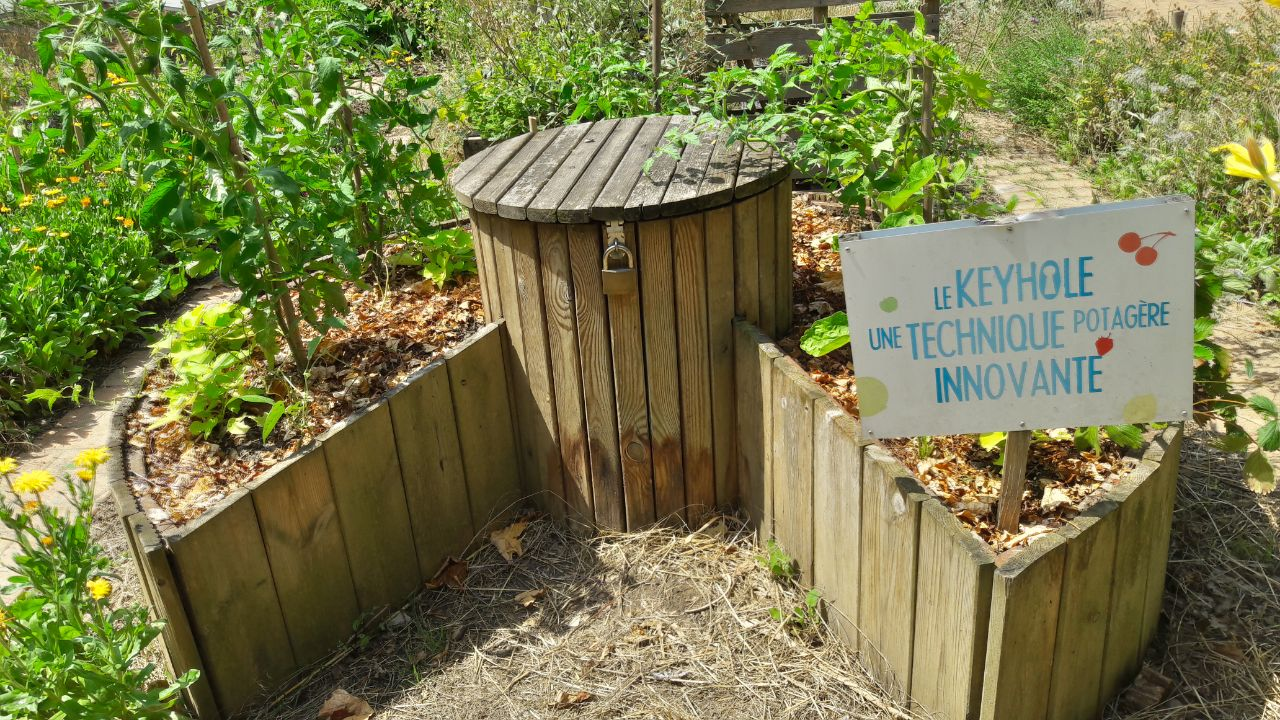
Jardin en trou de serrure dans le jardin pédagogique du Parc de Bercy, la colonne de composte est fermée pour éviter que de petits rongeurs ne viennent consommer son contenu.

L'intérêt du potager en trou de serrure est multiple : il est pédagogique, de hauteur idéale, ludique et ne nécessite pas de fertilisation particulière. De fait, il est bien adapté au milieu urbain, dans lequel il permet d'intégrer des espaces de culture et de compostage de biodéchets.
Ce type de jardin présente d'autres intérêts. Le potager en trou de serrure permet, entre autres, de favoriser les écotones dans l'écosystème présent autour du jardin. Il permet aussi de créer de nombreux microclimats.

## Histoire
Le jardinet en trou de serrure a été popularisé au Lesotho par le Consortium de l'Afrique australe à la sécurité alimentaire d'urgence (C-SAFE). Il repose sur le concept mis au point par l'agence Care au Zimbabwe pour mettre le jardinage à la portée du malade du sida : celui-ci, qui est affaibli, n'a plus à se baisser pour travailler son jardin.
Ce concept a été introduit en Europe par le mouvement Incroyables Comestibles dans les années 2008-2010.

### Intraliens
- Jardinage surélevé
- Jardinage en carrés